# Liste der Nummer-eins-Hits in Portugal (2008)
Diese Liste enthält alle Nummer-eins-Hits in Portugal im Jahr 2008. Es gab in diesem Jahr 13 Nummer-eins-Alben.
| Alben |
| --- |
| - Just Girls – Just Girls - 11 Wochen (2. Dezember 2007 – 16. Februar 2008) - Amy Winehouse – Back to Black - 3 Wochen (17. Februar – 8. März, insgesamt 5 Wochen) - Kizomba Brasil – Kizomba Brasil - 7 Wochen (9. März – 26. April) - Camané – Sempre de mim - 1 Woche (27. April – 3. Mai, insgesamt 3 Wochen) - Madonna – Hard Candy - 1 Woche (4. Mai – 10. Mai) - Marco Paulo – O melhor de mim - 1 Woche (11. Mai – 17. Mai) - Camane – Sempre de mim - 2 Wochen (18. Mai – 31. Mai, insgesamt 3 Wochen) - Winx Club – Winx Club - 1 Woche (1. Juni – 7. Juni) - Amy Winehouse – Back to Black - 2 Wochen (8. Juni – 21. Juni, insgesamt 5 Wochen) - Coldplay – Viva la Vida or Death and All His Friends - 2 Wochen (22. Juni – 5. Juli) - Mariza – Terra - 10 Wochen (6. Juli – 13. September) - Metallica – Death Magnetic - 2 Wochen (14. September – 27. September) - Cast of Mamma Mia! (Soundtrack) - 7 Wochen (28. September – 15. November) - Il Divo – The Promise - 2 Wochen (16. November – 29. November) - Tony Carreira – O homem que sou - 7 Wochen (30. November 2008 – 17. Januar 2009) |